# Ænima
Ænima je drugi studijski album američkog metal sastava Tool. Album je 17. rujna 1996. godine objavila diskografska kuća Zoo Entertainment. Album je zaradio trostruku platinastu nakladu te je osvojio nagradu Grammy za najbolju metal izvedbu 1998. godine.
Za pjesme "Stinkfist" i "Ænima" bili su snimljeni i glazbeni spotovi. Album se nalazio na nekoliko lista za najbolji album 1996. godine. 

## Popis pjesama
Sve pjesme napisali su Keenan, Jones, Chancellor i Carey, osim gdje je drugačije navedeno. Iako je pet pjesama bilo snimljeno prije nego što je Paul D'Amour napustio sastav, njegovo ime nije na popisu zasluga.
1. "Stinkfist" (Keenan/Jones/Carey/D'Amour) – 5:11
2. "Eulogy" (Keenan/Jones/Carey/D'Amour) – 8:28
3. "H." (Keenan/Jones/Carey/D'Amour) – 6:03
4. "Useful Idiot" – 0:39
5. "Forty-Six & 2" – 6:04
6. "Message to Harry Manback" – 1:53
7. "Hooker with a Penis" – 4:33
8. "Intermission" – 0:56
9. "jimmy" – 5:24
10. "Die Eier Von Satan" – 2:17
11. "Pushit" (Keenan/Jones/Carey/D'Amour) – 9:55
12. "Cesaro Summability" – 1:26
13. "Ænema" (Keenan/Jones/Carey/D'Amour) – 6:39
14. "(-) Ions" – 4:00
15. "Third Eye" (Tool/Hicks) – 13:47

## Produkcija
- Justin Chancellor – bas-gitara
- Danny Carey – bubnjevi, udaraljke
- Adam Jones – gitara, producent
- Maynard James Keenan – vokal

## Top liste

### Album
| Godina | Top lista     | Pozicija |
| ------ | ------------- | -------- |
| 1996.  | Billboard 200 | 2        |

### Singlovi
| Godina | Singl           | Top lista                    | Pozicija |
| ------ | --------------- | ---------------------------- | -------- |
| 1996.  | "Stinkfist"     | Mainstream Rock Tracks (SAD) | 17       |
| 1996.  | "Stinkfist"     | Mainstream Rock Tracks (SAD) | 19       |
| 1997.  | "H."            | Mainstream Rock Tracks (SAD) | 23       |
| 1997.  | "Ænema"         | Mainstream Rock Tracks (SAD) | 25       |
| 1997.  | "Forty Six & 2" | Mainstream Rock Tracks (SAD) | 22       |